# Nel bene e nel male (singolo)
Nel bene e nel male è un brano musicale del cantautore italiano Matteo Faustini, pubblicato il 17 gennaio 2020 come singolo di lancio del suo album di debutto Figli delle favole.  È stato in gara al 70º Festival di Sanremo nella categoria “Nuove Proposte” ed è risultato vincitore del Premio Lunezia per Sanremo per il valore musicale e letterario.

## Descrizione
Il brano pop, edito dall'etichetta Dischi dei sognatori, è stato scritto da Matteo Faustini e Marco Rettani; la musica è stata composta dallo stesso Faustini.

Il cantautore racconta così il brano:
Oltre alla versione singolo, il brano viene pubblicato nell'album Figli delle favole anche nella versione unplugged.

## Partecipazione a Sanremo
Con il brano Nel bene e nel male, Matteo Faustini partecipa e vince il 10 novembre 2019 il concorso di Area Sanremo, per poi ritrovarsi il 19 dicembre tra i due finalisti di Area Sanremo ad accedere al Festival di Sanremo 2020, a cui accede nella categoria esordienti, esidendosi il 5 febbraio 2020. In questa occasione gli viene conferito il Premio Lunezia per il valore letterario del testo.
 

Sulla partecipazione a Sanremo, il cantautore racconta:

## Video musicale
Il videoclip ufficiale del brano, diretto da Mauro Russo, è stato caricato su YouTube il 24 gennaio 2020.

## Premi
Il brano è risultato vincitore del Premio Lunezia per Sanremo per il valore musicale e letterario.
Loredana D'Anghera, direttrice artistica Lunezia Nuove Proposte, afferma:

## Cover
Il 20 settembre 2024, il cantante spagnolo Aydan Rei pubblica una versione italo-spagnola del brano, dal titolo Nel bene e nel male - Spanish Mix, inserendola nell'album Atlantis.